# بافو
بافو (بالإنجليزية: Pavo, Georgia)‏ هي مدينة تقع في مقاطعة توماس, مقاطعة برووكس بولاية جورجيا في الولايات المتحدة. تبلغ مساحة هذه المدينة 4.6 (كم²)، وترتفع عن سطح البحر 78 م، بلغ عدد سكانها 627 نسمة في عام 2010 حسب إحصاء مكتب تعداد الولايات المتحدة.

## أعلام
- أوستين براينت

## وصلات خارجية
- Cities & Counties - Georgia.gov